# Richard Herre
Richard Herre (* 2. August 1885 in Stuttgart; † 26. Dezember 1959 ebenda) war ein deutscher Maler, Grafiker und Architekt.

## Leben und Werk
Herre studierte Architektur an der Technischen Hochschule Stuttgart und in München. An der Stuttgarter Kunstakademie studierte er anschließend bei Adolf Hölzel. 1907 war Herre für ein Semester in Zürich, wo er die Fächer Kunstgeschichte und Ästhetik belegte. Nach einer Frankreichreise arbeitete er ab 1909 in verschiedenen Architekturbüros, zunächst in Bremen, anschließend in Zürich. 1913 ging Herre wieder nach Stuttgart ins Büro von Wilhelm Graf. In Stuttgart lernte Herre Studenten der Klasse von Adolf Hölzel kennen, so zum Beispiel Oskar Schlemmer und Willi Baumeister sowie den Hamburger Maler Paul Bollmann. Freundschaften entstanden auch mit den Stuttgarter Architekten Richard Döcker, Hugo Keuerleber und Gustav Schleicher.

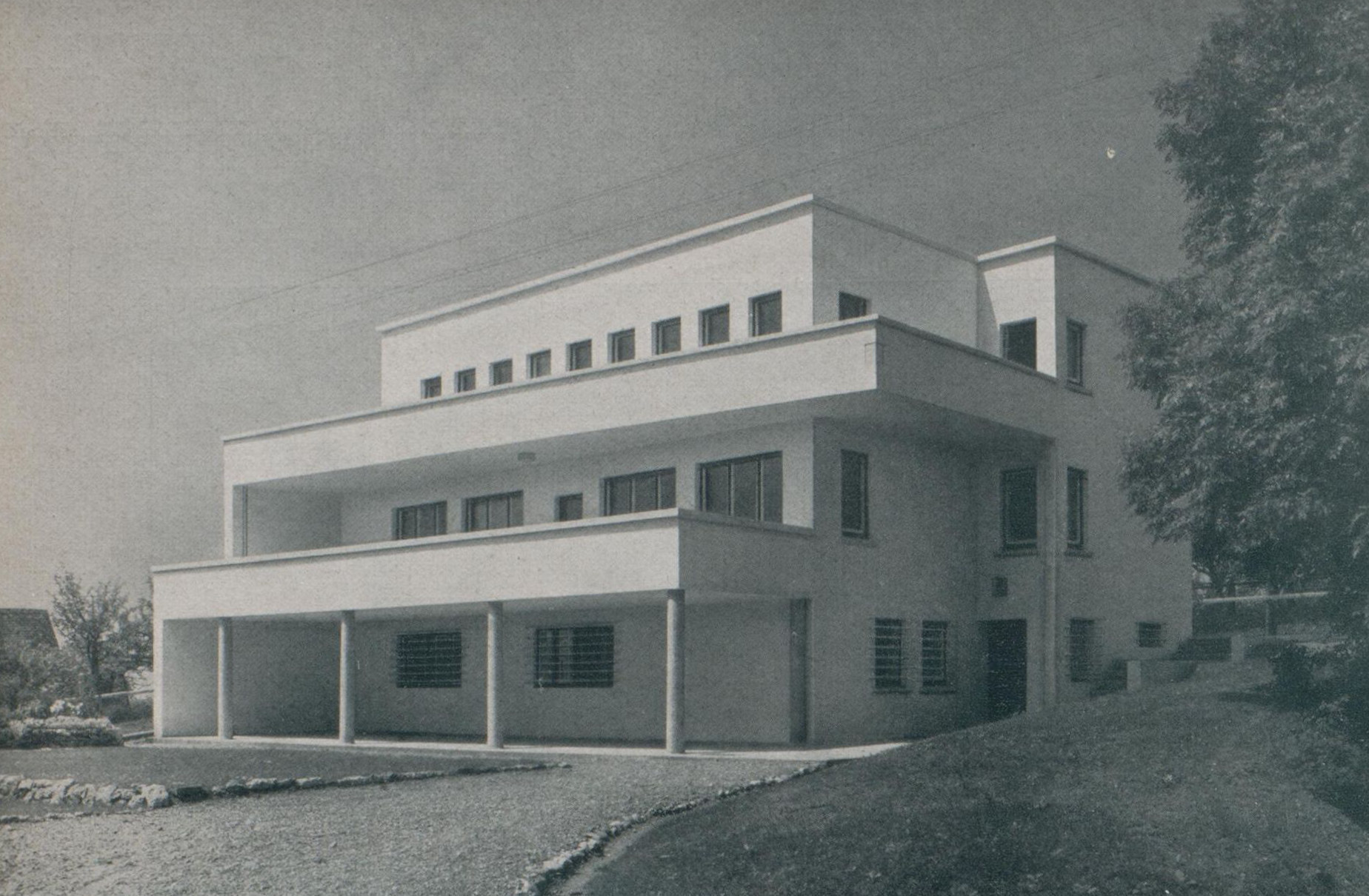
Haus S. in Oberschwaben, entworfen von Richard Herre

1912 heiratete Herre Sigrid Lindskog aus Stockholm, 1913 wurde die erste Tochter Margot geboren. Am 1. September 1914 wurde er zum Militär einberufen. Im Ersten Weltkrieg leistet er seinen Militärdienst in einer Sänitatskraftfahrerabteilung in Elsass-Lothringen ab. 1919 wurde er Mitglied der Stuttgarter Uecht-Gruppe, die er auch publizistisch vertrat. Er arbeitete in den folgenden Jahren viel für die Textilfirma Pausa in Mössingen, für die er Web- und Druckstoffe, aber auch Werbeanzeigen entwarf. Seine Wandteppiche waren beispielsweise 1926 in der Ausstellung der Stuttgarter Secession zu sehen.
Herre war Verfechter der Neuen Sachlichkeit. Er war Mitglied des Deutschen Werkbundes, an dessen Ausstellungen er teilnahm. Er wirkte vorwiegend als Innenarchitekt, Grafiker und Publizist. Als Architekt entwarf Herre nur ein einziges Gebäude, das Haus des Malers und Kunsthandwerkers Willi Sauerländer nahe bei Ravensburg. Er zeichnete bei diesem Projekt auch für die Innenausstattung des Hauses verantwortlich. Er gestaltete die Inneneinrichtungen zahlreicher Privatwohnungen, Schulen und Geschäfte, die des Robert-Bosch-Krankenhauses und des Stuttgarter Innenministeriums. Er entwarf Möbel, Leuchten und Textilien. Als Grafiker gestaltet er Bucheinbände und Plakate. 1954 und 1957 übersetzte er Le Corbusiers „Modulor“ aus dem Französischen ins Deutsche. Für die Stuttgarter Weißenhofsiedlung richtete er den Bau von Max Taut ein.

## Ausstellungsbeteiligungen (Auszug)
- 1920: 2. Herbstschau Neuer Kunst (Stuttgart).
- 1926: Stuttgarter Sezession.
- 1924: „Die Form“ (Ausstellung des Deutschen Werkbundes in Stuttgart).
- 1927: „Die Wohnung“ (Ausstellung des Deutschen Werkbundes in Stuttgart).
- 29. November 2019 – 1. März 2020: Richard Herre – Architekt, Designer, Grafiker, Übersetzer 1885–1959. Im StadtPalais – Museum für Stuttgart.

## Schriften (Auswahl)
- Hochhäuser für Stuttgart. In: Wasmuths Monatshefte für Baukunst und Städtebau, 1922, S. 375–390.
- Innenräume von Architekt Richard Herre. In: Die Bauzeitung, 1926, S. 401–404.
- Unsere Wohnung. Die Ziele neuzeitlicher Innenausstattung. In: Die Bauzeitung, 1927, S. 441–447.
- Moderne Typographie. In: Archiv für Buchgewerbe und Gebrauchsgraphik. Bd. 64 (1927), Heft 5–6. Sonderheft Stuttgart, S. 29–35.
- Raumgestaltung: 3 Arbeiten von Richard Herre. In: Moderne Bauformen: Monatshefte für Architektur und Raumkunst, 1934, S. 103–116.
- Neue Arbeiten von Richard Herre, Stuttgart. In: Moderne Bauformen: Monatshefte für Architektur und Raumkunst, 1937, S. 425–436.
- „Anzügliches“ und anderes. In: Innendekoration, Jg. 53, 1942, S. 222–229 (Digitalisat).